# Roca de l'Obac
La Roca de l'Obac  és una muntanya de 1.229 metres que es troba al municipi del Pont de Suert, a la comarca catalana de l'Alta Ribagorça.